# Malá Chuchle
Malá Chuchle – część Pragi. W 2006 zamieszkiwało ją 164 mieszkańców.